# جب الحمام سلطان
جب الحمام سلطان قرية سوريّة  تتبع إداريّاً لمحافظة حلب منطقة منبج ناحية أبو كهف، بلغ تعداد سكانها 297 نسمة حسب التعداد السكاني لعام 2004.